# Nové Dvory (district de Kutná Hora)
Pour les articles homonymes, voir Nové Dvory.
Nové Dvory (en allemand : Neuhof) est un bourg (městys) du district de Kutná Hora, dans la région de Bohême-Centrale, en Tchéquie. Sa population s'élevait à 880 habitants en 2020.

## Géographie
Nové Dvory se trouve à 5 km au nord-est de Kutná Hora et à 66 km à l'est-sud-est de Prague.
La commune est limitée par Starý Kolín au nord, par Svatý Mikuláš à l'est, par Cirkvice au sud, par Kutná Hora à l'ouest et par Hlízov à l'ouest et au nord-ouest.

## Histoire
La première mention écrite de la localité date de 1370.

## Administration
La commune se compose de deux quartiers :
- Nové Dvory
- Ovčáry

## Transports
Par la route, Nové Dvory se trouve à 7 km de Kutná Hora et à 80 km de Prague.